# 真夏之夜的雪物語
《真夏之夜的雪物語》（ -MIDSUMMER SNOW NIGHT-）是日本EX-ONE於2011年12月22日發售的戀愛冒險類型成人遊戲，EX-ONE的第1部作品。DL版於2012年4月27日發售。2013年2月22日發售Fan disc。

## 登場角色
官方未公開聲優。

### 主要角色
風祭夕也
本作男主角。就讀於青女町的青女學園的二年級男學生。
風祭愛奈
身高：160cm　血型：A　三圍：B86W59H85
青女學園的一年級女學生，夕也的堂妹。在學校參加的社團為網球社。
風祭衣
身高：150cm　血型：B　三圍：B88W59H89
青女學園的三年級女學生，夕也的堂姐。
秋瀨希美
身高：156cm　血型：A　三圍：B81W59H83
青女學園的二年級女學生，夕也的同班同學。風紀委員長。
神城優樹菜
身高：152cm　血型：B　三圍：B79W52H80
青女學園的二年級女學生，自稱是雪女的不可思議少女。

### 其他角色
春野楓
身高：155cm　血型：O　三圍：B85W58H87
青女學園的二年級女學生，夕也的同班同學。春野雙胞胎姐妹的妹妹。
春野櫻
身高：155cm　血型：O　三圍：B77W52H79
青女學園的二年級女學生，夕也的同班同學。春野雙胞胎姐妹的姐姐。
風祭英雄
夕也的親戚，民宿「Snow Flake」的管理人。夕也、愛奈與衣稱他為「爸爸」。
綠山恭介
青女學園的二年級男學生，夕也的同班同學。風紀副委員長。

## 工作人員
- 企劃：サイトウケンジ[4]
- 原畫：みけおう
- 劇本：サイトウケンジ、深山ユーキ
- 副劇本：三日堂、八木れんたろー、代瀬涼
- BGM：羽鳥風畫、えで～
- 背景：CWF美術部
- 監製：T×T

## 主題曲
片頭曲「snow flake*」
作詞：代瀨涼　作曲：羽鳥風畫　編曲：羽鳥風畫　歌：山本美禰子
片尾曲「ever after...」
作詞：橋本鏡也　作曲：羽鳥風畫、編曲：羽鳥風畫　歌：yuiko

## 外部連結
- 真夏之夜的雪物語官方網站 （页面存档备份，存于）（日語）